# Platycryptus arizonensis
Platycryptus arizonensis là một loài nhện trong họ Salticidae.
Loài này thuộc chi Platycryptus. Platycryptus arizonensis được R. W. Barnes miêu tả năm 1958.